# Шибаршов, Леонид Иванович
Леонид Иванович Шибаршов (29 мая 1933, Киев, Украинская ССР, СССР — 7 июля 2011, Снежинск, Челябинская область, Россия) — русский учёный, физик-теоретик, специалист в области разработки ядерных зарядов, д.ф.-м.н. (1991); Лауреат Ленинской премии (1980). Заслуженный деятель науки Российской Федерации (2006).

## Биография
Родился 29 мая 1933 года в Киеве.
С 1955 года после окончания Физического факультета МГУ работал в системе атомной промышленности СССР. С 1954 года направлен в закрытый город Арзамас-16 в КБ-11.
С 1956 года направлен в закрытый город Челябинск-70, где работал техником, научным сотрудником, старшим научным сотрудником. С 1980 по 1988 годы избирался секретарём Партийного бюро Теоретического отделения, с 1996 года назначен начальником отдела Научно-теоретического отделения ВНИИТФ. С 1955 по 1962 годы участвовал в создании физических схем и разработках термоядерных зарядов, создавал физические схемы специальных термоядерных устройств для промышленного использования, при взрыве которых образуется малая радиоактивность. С 1980 года занимался разработкой в области повышения уровня безопасности при производстве, хранении и перевозках ядерных боеприпасов. С 1980 года читал лекции в Челябинском государственном университете и с 1999 года в Снежинском физико-техническом институте.
Умер 7 июля 2011 года в Снежинске.

## Награды

### Ордена
- Орден Трудового Красного Знамени (1971)

### Премии
- Ленинская премия (1980 — за фундаментальные исследования, открывшие новые возможности получения высокой степени чистоты термоядерного взрыва[1])

### Звания
- Заслуженный деятель науки Российской Федерации (2006[2])